# Domanialschule

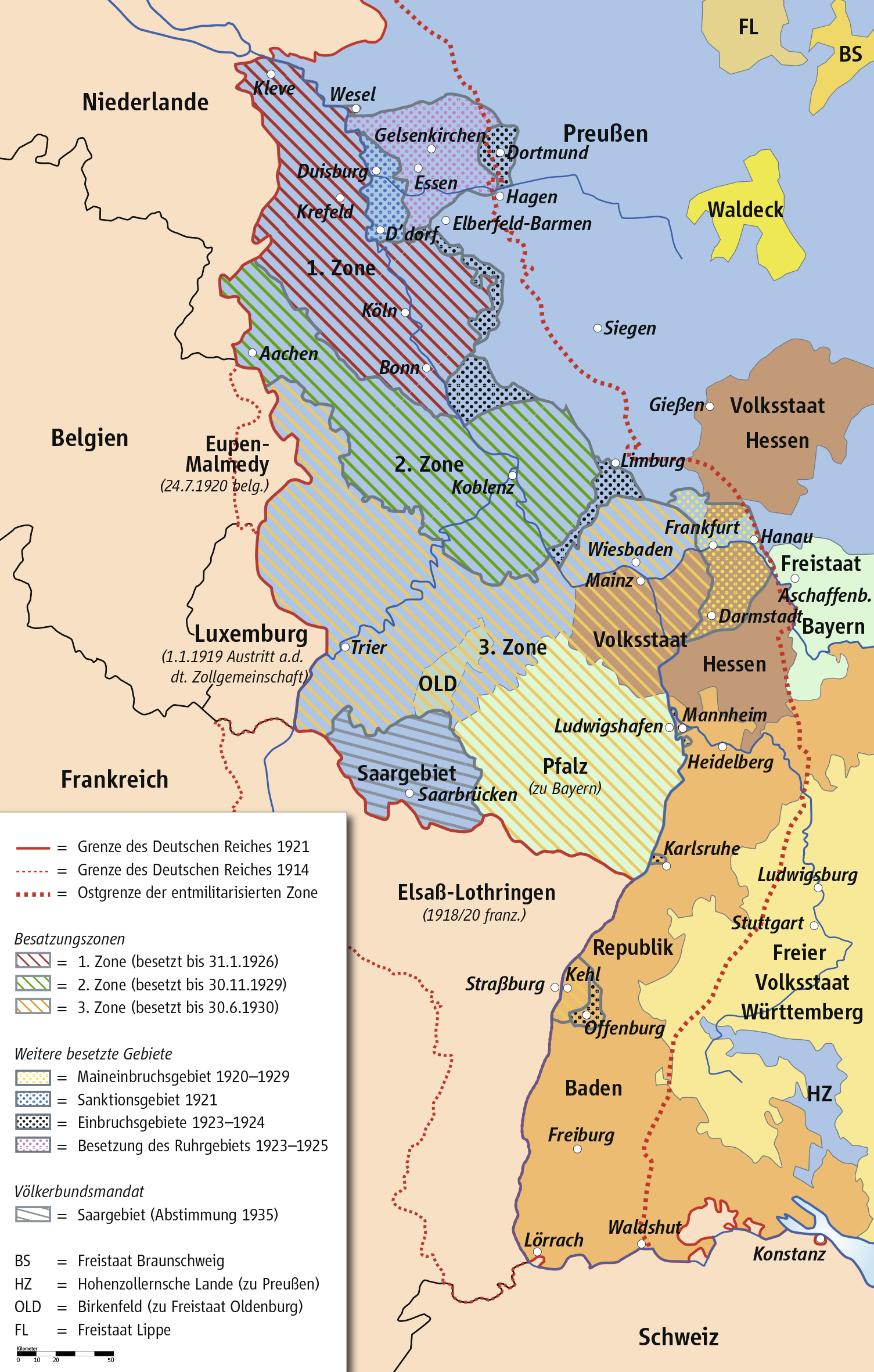
Karte der Alliierten Rheinlandbesetzung nach dem Ersten Weltkrieg

Domanialschulen entstanden in der Folge des Ersten Weltkriegs im Saargebiet, das von 1920 bis 1935 gemäß der Artikel 45 bis 50 des Versailler Vertrags (dort als „Territoire du Bassin de la Sarre“ bezeichnet) vom Völkerbund regiert wurde. Dieser erteilte 1920 das Mandat zur Verwaltung des Saargebiets an Frankreich, das damit auch das Recht erhielt, im Saargebiet eigene Schulen zu unterhalten. Diese ursprünglich für die Kinder der  Beschäftigten der französischen Grubenverwaltung (Administration des mines domaniales françaises) gedachten Schulen sind als Domanialschulen bekannt und wurden von der französischen Bergverwaltung zum Teil auch für deutsche  Volksschulkinder  geöffnet oder speziell für diese eingerichtet.

## Gründungsgeschichte
Die Domanialschulen (Écoles Domaniales) waren ein Instrument der französischen Besatzungsmacht im Kontext des auf 15 Jahre befristeten Völkerbund-Mandats, an dessen Ende die Abstimmung der Saarbewohner über die Zukunft ihres Landes stehen sollte. Die Kinder sollten in den Domanialschulen, in denen meist auf Französisch unterrichtet wurde, mit der französischen Sprache und Kultur vertraut gemacht werden, in der Hoffnung, dass sie Jahre später bei der Abstimmung 1935 für den Verbleib des Saargebiets bei Frankreich votieren würden.

„In ihren Rapporten an das französische Außenministerium brachten die Leiter der französischen Schulen Gauthier, sowie das Mitglied der Regierungskommission Morize klar zum Ausdruck, dass die Kinder der Domanialschulen für die französische Sache gewonnen werden sollten. Die Schüler würden bei der Saarabstimmung 1935 mit Sicherheit eher für einen Anschluss an Frankreich stimmen. Der französische Abgeordnete Désiré Ferry betonte [im Februar 1923], dass die Werbemaßnahmen für die Domanialschulen nicht ausreichend seien und man den Druck auf die saarländischen Arbeitnehmer der Grubenverwaltung verstärken müsse.“

Die im Volksmund Franzosenschulen benannten Domanianschulen waren laut dem Versailler Vertrag erlaubt und sollten den Kindern der Beschäftigten der französischen Grubenverwaltung offen stehen. Die Schulen „wurden nur an Grubenstandorten und nur auf grubeneigenem Gelände und auf Kosten der einzelnen Gruben errichtet“. Die Bergverwaltung ging allerdings über die Begrenzung der Zielgruppe auf die Kinder der Beschäftigten der Grubenverwaltung hinaus und öffente die Schulen für alle Volksschulkinder. Ab 1920 kam es zur Gründung von insgesamt 24 Domanialschulen.
| Nr.                                     | Ort                       | Eröffnung                                                    | Schüler 1929                                                 | Schüler 1932                                                 | Schüler 1934                                                 |
| --------------------------------------- | ------------------------- | ------------------------------------------------------------ | ------------------------------------------------------------ | ------------------------------------------------------------ | ------------------------------------------------------------ |
| 1                                       | Clarenthal                |                                                              | 24                                                           | 59                                                           | 28                                                           |
| 2                                       | Dillingen/Saar            | 1921                                                         | 115                                                          | 95                                                           | 85                                                           |
| 3                                       | Dudweiler                 |                                                              | 147                                                          | 250                                                          | 83                                                           |
| 4                                       | Elversberg                |                                                              | 225                                                          | 319                                                          | 269                                                          |
| 5                                       | Fenne (Völklingen)        |                                                              | 61                                                           | 64                                                           | 48                                                           |
| 6                                       | Schiffweiler-Heiligenwald | 22. November 1922                                            | 133                                                          | 135                                                          | 92                                                           |
| 7                                       | Hostenbach                |                                                              | 45                                                           | 126                                                          | 71                                                           |
| 8                                       | Grube Reden               | 1922/23                                                      | 205                                                          | 166                                                          | 113                                                          |
| 9                                       | Luisenthal (Völklingen)   |                                                              |                                                              | 70                                                           | 101                                                          |
| 10                                      | Grube Velsen              | 1925                                                         | 223                                                          | 326                                                          | 193                                                          |
| 11                                      | Merchweiler               |                                                              |                                                              | 52                                                           | 60                                                           |
| 12                                      | Neunkirchen               |                                                              | 62                                                           | 189                                                          | 61                                                           |
| 13                                      | Püttlingen                | Mai 1924                                                     | 89                                                           | 142                                                          | 104                                                          |
| 14                                      | Saarbrücken-Stadt         | 1921                                                         | 38                                                           | 42                                                           | 118                                                          |
| 15                                      | Jägersfreude              |                                                              | 95                                                           | 192                                                          | 62                                                           |
| 16                                      | Saarlouis                 | 1920                                                         | 40                                                           | 139                                                          | 134                                                          |
| 17                                      | Engelfangen               |                                                              |                                                              | 37                                                           | 26                                                           |
| 18                                      | St. Ingbert               | Ostern 1923                                                  |                                                              | 95                                                           | 42                                                           |
| 19                                      | Werbeln                   |                                                              |                                                              | 24                                                           | 9                                                            |
| 20                                      | Schiffweiler              |                                                              |                                                              | 120                                                          | 53                                                           |
| 21                                      | Sulzbach                  | 1920                                                         | 300                                                          | 383                                                          | 336                                                          |
| 22                                      | Völklingen                | Ostern 1921                                                  | 57                                                           | 66                                                           | 45                                                           |
| 23                                      | Von der Heydt             |                                                              | 43                                                           | 70                                                           | 27                                                           |
| 24                                      | Wiebelskirchen            |                                                              |                                                              | 66                                                           | 84                                                           |
| 25                                      | Maybach                   | Diese Schule wird ohne weitere Angaben von Ilgemann erwähnt. | Diese Schule wird ohne weitere Angaben von Ilgemann erwähnt. | Diese Schule wird ohne weitere Angaben von Ilgemann erwähnt. | Diese Schule wird ohne weitere Angaben von Ilgemann erwähnt. |
| Summe der Domanialschüler               |                           |                                                              | 1902                                                         | 3227                                                         | 2244                                                         |
| Schüler an deutschen Volksschulen       |                           |                                                              | 105630                                                       | 117949                                                       | 119630                                                       |
| Prozentualer Anteil der Domanialschüler |                           |                                                              | 2,0                                                          | 3,8                                                          | 2,6                                                          |

## Schulkampf
Krebs spricht von einem Höchststand von 4400 Schülerinnen und Schülern an Domanialschulen im Jahre 1924, Ilgemann von 5000 bis 5300 im Jahre 1925. Die Tabelle verdeutlicht, wie stark die Schülerzahlen in den Folgejahren sanken und wie unbedeutend sie im Vergleich zu der Zahl von Schülerinnen und Schülern an deutschen Schulen waren. Da half es auch wenig, „dass die Grubenverwaltung die Schulen finanziell besser ausstattete als vergleichbare deutsche Volksschulen und als Anreiz für Schüler und Eltern besondere Leistungen gewährte, wie z. B. unentgeltliche Lernmittel, Prämien und Geschenke, bevorzugte Vergabe von Wohnungen und Vermittlung  von Arbeitsplätzen usw. Tatsächlich wurden vom französischen Staat erhebliche Geldmittel in diese Schulen investiert.“
Dass diese Maßnahmen nicht ausreichten, um in nennenswerter Weise Kinder für die Domanialschulen zu gewinnen, lag an der französischen Besatzungspolitik und Äußerungen wie die von dem oben schon zitierten Abgeordneten Desirée Ferry. Im Saargebiet befürchtete man, dass Frankreich – nicht nur mit seinen Schulplänen – „eine gewisse ‚Acculturation‘, eine Art kulturelle Zwangsanpassung (‚Penétration culturelle‘) an die französische Mentalität beabsichtige. Eine Befürchtung, die, von nationalistischen Kreisen weidlich ausgenutzt, im späteren Abstimmungskampf neben der Grubenenteignung eine große Rolle spielen sollte.“ Aus diesem Gefühl heraus lehnten „Bergleute und ihre Familien, die Zielgruppe der Domanialschulen, [...] Formen und Inhalte des Unterrichts als ideologisch einseitig ab. Die Schulpolitik der Mines Domaniales wurde auch von der breiten Bevölkerung als Indoktrination und unzulässigen Eingriff in die zeitgenössische deutsche Schulbildung an der Saar empfunden. Der schulpolitische Versuch der Mines Domaniales führte gerade nicht zu einer profranzösischen Vertrauensbildung, sondern zur gegenteiligen Reaktion: Fortan wurde in den staatlichen deutschen Schulen des Saargebietes alles getan, was der nationalen Identitätsbildung der Kinder als Deutsche dienlich sein konnte. 1923 verschärfte sich die schulpolitische Lage durch den Saar-Bergarbeiterstreik (Februar bis Mai 1923), der nur oberflächlich ein Kampf um Löhne war.“

In der Folge wurden die „Kinder in Domanialschulen als sozialpolitische Manövriermasse benutzt“, Angriffe gegen Domanialschüler häuften sich,  Förderern der Schulen wurde mit Nachteilen und Verfolgung gedroht und insbesondere die Bergleute, an deren Kinder sich ja die Schulen richteten, gerieten zwischen die Fronten.

„Die Bergleute waren als Arbeitnehmer von dem Monopolarbeitgeber Mines Domaniales abhängig, wenn sie nicht samt Familie ihre Heimat verlassen wollten. Man drohte den Bergleuten, ihre Söhne später nicht auf den Gruben anzulegen (als Arbeitskräfte zu beschäftigen), falls diese nicht die Domanialschulen besuchten, und belohnte die betroffenen Kinder mit einem Geldgeschenk von 10 Frs. Offiziell bestritt die Grubenverwaltung dieses 
Vorgehen. Diese Vorgehensweise des französischen Bergfiskus trug zur weiteren Verhärtung der politischen Fronten bei. […] Wer seine Kinder von Domanialschulen abmeldete, galt als Verräter am französischen Arbeitgeber und verlor den Arbeitsplatz. Wer sie weiter in diese Schulen schickte, galt als Verräter an der deutschen Sache und wurde von der Deutschen Front bedroht, die Familie müsse das Saargebiet nach 1935 verlassen, wenn ihre Kinder weiterhin zur Domanialschule gingen.“

Je näher es auf den Tag der Saarabstimmung rückte, desto aggressiver wurde die Stimmungsmache gegen Frankreich und die Domanialschulen, wie es Ilgemann am Beispiel Maybach beschreibt. „In einem Klima des offenen Terrors gelang es der Völkerbundsregierung nicht mehr, den Domanialschülern und ihren Angehörigen das Gefühl von Sicherheit zu gewährleisten und so kam es 1934 zu einer regelrechten Massenflucht aus der Domanialschule, die zwei Tage vor der Saarabstimmung völlig zusammenbrach.“
Ilgemann geht davon aus, dass die Saarländer zwischen 1920 und 1935 materiell besser gestellt waren als die Reichsbevölkerung, „und dennoch griff die Propaganda gegen den vermeintlichen Erzfeind Frankreich.“ Motor der Kampagne war schon früh der nach dem Ersten Weltkrieg als Kriegsverbrecher verurteilte Hermann Röchling und die von ihm mit ins Leben gerufene Deutsche Front.  Als Kommerzienrat Knöchting nur leicht verfremdet, ließ ihn Gustav Regler in seinem 1934 veröffentlichten „Agitations- und Heimatroman Im Kreuzfeuer“ in einer Rede an seine leitenden Angestellten die Strategie der Domanialschulgegner verkünden: „Die französische Domanialschule muss als Schreckenskammer hingestellt werden für jeden, der sein Kind noch hinzuschicken wagt. Drohen Sie mit Entlassung! Wir müssen uns als Führer auch außerhalb des Büros zeigen.“

Im realen Leben übernahm Röchling 1933 die Verantwortung für ein anonymes Flugblatt an die Deutschen Väter! Deutschen Mütter!, das völkisch-national gegen den Besuch Französischer Schulen agitierte. In diesem Flugblatt hieß es:

„WEM DIENT DIE FRANZÖSISCHE SCHULE!
NUR DEN FRANZÖSISCHEN GEWALTPOLITIKERN UND IHRER EROBERUNGSSUCHT!
NUR DEN SPITZELN UND TREIBERN, DIE VON IHR LEBEN!
Du kennst die gewissenlosen Agitatoren, die werbend in Deine Wohnung eingedrungen sind. Du kennst die Häuptlinge der französischen Propaganda, von denen alle Deutsche mit Verachtung abrücken. Du kennst die Angeber der französischen Grubenverwaltung, die Deine Kameraden um Arbeit und Brot gebracht haben. Du kennst Sie, die Deinen aufrechten Freund mit Familie aus ihrer Wohnung haben werfen lassen. Du willst doch nicht 1935 nach Lothringen auswandern wie so mancher, der schon jetzt seinen Rückzug nach Frankreich vorbereitet? Du kennst ja das traurige Los der rheinischen Separatisten, die jetzt in den Kasernen von Metz und Diedenhofen zusammengepfercht leben müssen, von allen verachtet und gemieden. Weißt Du, dass die französische Schule jährlich Millionen über Millionen kostet, um die Dein kümmerlicher Arbeitslohn gekürzt ist.
WOHIN GEHÖRT DEIN KIND - IN DIE DEUTSCHE SCHULE!
In Deine Schule! In die Schule Deiner Väter! In die Schule Deiner Volksgenossen! In die Schule deutscher Sprache und deutschen Geistes!
DEUTSCHER MANN! DEUTSCHE FRAU! 
Es geht um die Ehre Deines Kindes! Es geht um die Zukunft Deines Kindes! Es geht um Deinen deutschen Namen, um Deine nationale Ehre! Es geht um Ehre und Zukunft des ferndeutschen Saarvolkes! 
DENKE AN 1935!
Dann willst Du doch mit gutem Gewissen zu unsern deutschen Brüdern und Schwestern zurückkehren! Dann soll doch Dein Kind nicht mit einem Makel zur deutschen Schule zurückkehren müssen! Sollen dann Deine Kinder Deine Ankläger werden? Dann willst Du doch sicher nicht zu dem verachteten Häuflein derer gehören, denen ihr Vaterland um ein Linsengericht feil gewesen ist? Dann willst Du doch sicher nicht ohne Freunde, einsam und verlassen dastehen, weil Du dich in des Saarlandes Notzeit außerhalb der Kampffront Deiner deutschen Volksgemeinschaft gestellt hast! 
NOCH IST ES ZEIT! - ABER NICHT LANGE MEHR.
Lasse Dein Kind in der deutschen Schule! Melde den Schulneuling nicht in der französischen Schule an! Führe Dein Kind sofort heraus aus der französischen Schule und zurück zur deutschen Volksschule! Deine Kinder und Dein Volk werden Dir es dereinst danken!“

Die Saat ging auf, und am 13. Januar 1935 votierten 90,73 % aller Saarländer für den Anschluss an das Deutsche Reich. Dem zugrunde lag nicht nur die massive Hetze und Propaganda von rechts, sondern auch „eine extreme Fehleinschätzung der regionalen Mentalität seitens Frankreich“, durch die sich der forcierte Aufbau von Domanialschulen als ideologischer Bumerang erwies.

## Domanialschulen und Emigration
Noch weniger als über die Domanialschulen selber ist über ihre Rolle als vorübergehender Schutz- und Arbeitsort für politische Flüchtlinge aus dem NS-Staat bekannt, die hier bis zur Saarabstimmung eine halbwegs sichere Bleibe fanden. Einer der wenigen, der darüber berichtete, war Heinrich Rodenstein. Nach seiner Entlassung aus dem Schuldienst emigrierte Rodenstein im Juli 1933 nach Holland. Mit Hilfe der holländischen Lehrergewerkschaft organisierte er im November 1933 seine Übersiedelung in das Saargebiet. Hier arbeitete er 1933/34 als Lehrer an zwei Domanialschulen und wohnte mit seiner Frau Marta im Emigrantenheim in der Gemeinde Von der Heydt. Er selbst schreibt darüber: „Am 20. November 1933 bewarb ich mich bei der Grubenverwaltung um Anstellung an einer Domanialschule. Neben der Arbeitsmöglichkeit sah ich auch eine politische und pädagogische Aufgabe. Meine Zeugnisse, Einstellungs- und Entlassungspapiere hatte meine Frau bei ihrer Ausreise nach Holland mitgebracht. Anfang Januar 1934 erhielt ich die Mitteilung, dass ich an der Domanialschule in der Talstraße in Saarbrücken angestellt würde. Zum 1. Februar 1934 wurde ich an die Domanialschule in Saarlouis versetzt, wo ich bis zu unserer Emigration nach Frankreich blieb.“ Rodenstein war bewusst, dass „diese Schulen eine kulturpolitische Flankierung der französisch annektionistischen Politik dar[stellten]“. Er erkannte aber auch einen Wandel in der „stark verminderten“ Schülerschaft in der Zeit nach 1933. „Neben die Kinder der echten ‘Francophilen’ traten jetzt die Kinder aller NS-Gegner der status-quo-Anhänger, besonders der Juden, der Sozialisten und Kommunisten aller Schattierungen. Die Grubenverwaltung musste auch Acht geben, dass nicht Nazi-Lehrer an die Domanialschulen gelangten.“ Am 16. Januar 1935, dem Tag nach der Saarabstimmung, „kam kein Kind mehr in die Domanialschule in Saarlouis“. Im Februar 1935 verließen die Rodensteins das Saargebiet und gingen ins Exil nach Frankreich.
Auch die ebenfalls aus Braunschweig stammenden ehemaligen Lehrerstudenten und Mitglieder der dortigen Sozialistischen Studentengruppe Hermann und Grete Ebeling flohen ins Saarland, wo Hermann Ebeling vom 3. November 1933 bis zum 1. März 1935 als Lehrer an Domanialschulen unterrichten konnte.